# 阿列克西伊夫卡 (夏斯佳區)
49°0′24″N 39°10′9″E / 49.00667°N 39.16917°E

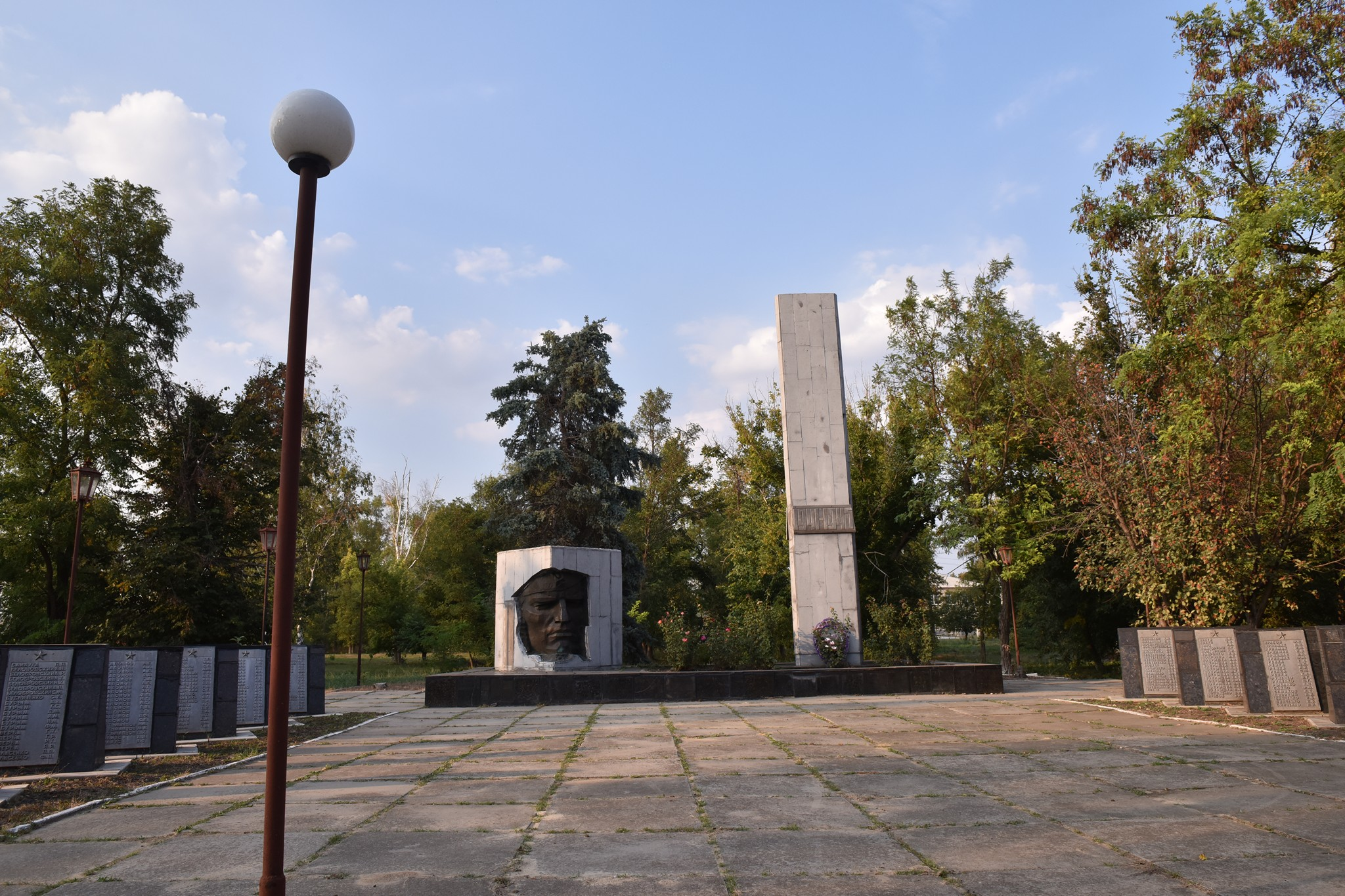
红军烈士墓

阿列克西伊夫卡（羅馬化：Oleksiivka）是位於烏克蘭東部的村莊，由盧甘斯克州夏斯佳區的新艾達爾市鎮負責管轄。該村始建於1707年，面積5.15平方公里，海拔高度60米，2001年人口1,018，人口密度每平方公里197.7人。